# Lehrlingssystem der Igbo
Das Lehrlingssystem der Igbo, Imu-Ahia, ist die traditionelle Ausbildungsform junger Menschen im Südosten Nigerias, die der vorwiegenden Ausbildungsform im ständischen (vor-napoleonischen) deutschen Raum nicht ganz unähnlich, in Westafrika jedoch selten ist. Dieses System erklärt die Dominanz der südöstlichen Ethnien von Nigeria (wie der Igbo) im Handel, Rechnungswesen, Handwerk und Mittelstand des Landes. Sicher ist das besondere Maß, in dem bei den südöstlichen Ethnien Nigerias in die Humanressourcen investiert wird.

## Der Meister
Zentral steht der Oga (Meister), ein erfahrener Unternehmer, der das Lehrlingssystem selbst erfolgreich durchlaufen hat. Der Lehrling zieht nach Beendigung der Primär- oder der Sekundärausbildung zeremoniell in den Haushalt des Oga und verrichtet auch Haushaltstätigkeiten wie Wäschewaschen, Bügeln und Saubermachen. Der Oga ist dem Lehrling gegenüber erziehungsberechtigt, einschließlich dem Recht zur Züchtigung des Lehrlings. Anders als im deutschsprachigen Raum vor dem Jahr 1800 braucht nicht ein bestimmtes Fach oder Handwerk gelehrt werden, sondern kann auch eine unternehmensbezogene Ausbildung stattfinden.

## Der Lehrling
Falls handwerkliche Fähigkeiten vermittelt werden, zahlen der Lehrling oder seine Eltern ein Lehrgeld. Der Lehrling muss zwei von drei Prüfungen bestehen, ansonsten muss er in seine eigene Familie zurückkehren. 
Imu Ahia dauert etwa 5 Jahre. In dieser Zeit wächst der Jugendliche heran und wird zu einem kompetenten Fachmann für das Handwerk seines Meisters. Am Ende der Ausbildungsjahre werden die Lehrlinge mit einem Startkapital entschädigt, damit sie ihr eigenes Unternehmen gründen können. Mit diesem Geld kann der Lehrling sein eigenes Geschäft, seine Ausrüstung und seine Unterkunft bezahlen. Nicht selten jedoch heiratet der ehemalige Lehrling eine Tochter des Meisters und wird Juniorpartner seines Schwiegervaters.
Imu-Ahia, was in der Igbo-Sprache wörtlich ‚ein Handwerk erlernen‘ bedeutet, gilt als einer der Hauptgründe, warum sich die meisten Igbo-Familien in den Jahren nach dem nigerianischen Bürgerkrieg aus der absoluten Armut befreien konnten.